# Pargny British Cemetery
Pargny British Cemetery is een Britse militaire begraafplaats met gesneuvelden uit de Eerste Wereldoorlog, gelegen in het Franse dorp Pargny (departement Somme). De begraafplaats werd ontworpen door Charles Holden en ligt aan de weg naar Mesnil-Saint-Nicaise op 1.400 m ten zuiden van het dorpscentrum (Église Saint-Sulpice). Het terrein is licht hellend en heeft een min of meer driehoekig grondplan met een oppervlakte van 2.509 m² dat grotendeels omgeven wordt door een haag. Enkel de noordelijke hoek met de twee houten toegangspoortjes is uitgevoerd in ruwe natuursteen. In de hoek tegenover de ingang staat de Stone of Remembrance. Het Cross of Sacrifice staat in de zuidelijk punt van het driehoekige terrein. 
Er worden 634 doden herdacht waaronder 485 niet geïdentificeerde. De begraafplaats wordt onderhouden door de Commonwealth War Graves Commission. 

## Geschiedenis
De begraafplaats werd na de wapenstilstand aangelegd door het verzamelen van slachtoffers afkomstig uit de omliggende slagvelden en de ontruimde begraafplaats Pargny German Cemetery, waar 32 Britse soldaten begraven waren. Het merendeel van de slachtoffers op de begraafplaats waren officieren en manschappen van de 61st (South Midland) en 8th Division, wier verzet aan de oversteekplaatsen aan de Somme op 24 maart 1918 de Duitse opmars hielp vertragen. Door de hevige gevechten van de voorafgaande jaren in dit gebied was het moeilijk om de gesneuvelden tijdig te begraven wat het hoge aantal niet geïdentificeerde doden verklaart.
Onder de geïdentificeerde doden zijn er 145 Britten en 4 Canadezen. Voor 16 Britten werden Special Memorials opgericht omdat hun graven niet meer gelokaliseerd konden worden en men neemt aan dat ze zich onder naamloze grafzerken bevinden. In perk III rij E worden 10 slachtoffers herdacht die hier begraven werden maar van wie men de exacte plek niet meer kon achterhalen. Op hun grafzerk staat de bijkomende tekst: Buried near this spot. Twee officieren van de Royal Air Force die oorspronkelijk in Pertain Military Cemetery begraven waren, maar wier graven door oorlogsgeweld werden vernietigd worden herdacht met een bijzondere steen waarop de volgende tekst is aangebracht: To the memory of these two British officers killed in action 1918 and buried at the time in Pertain Military Cemetery which was destroyed in later battles.

### Onderscheiden militairen
- Stanley Mountford, kapitein bij de Royal Scots en kapitein William George Gabain en onderluitenant Edward Francis Courtney Moore, beide van de Rifle Brigade werden onderscheiden met het Military Cross (MC).
- M. Anthony Blaikie, sergeant bij de Canadian Motor Machine Gun Brigade werd onderscheiden met de Distinguished Conduct Medal en de Military Medal (DCM, MM).
- sergeant-majoor William Hersee (Canadian Motor Machine Gun Brigade) en korporaal A. Chivers (Royal Berkshire Regiment) werden onderscheiden met de Distinguished Conduct Medal (DCM).
- de sergeanten J. Pitman (Somerset Light Infantry), J.A. McQuade (Essex Regiment) en T. Stainer (Rifle Brigade) en korporaal J. Dormer (Rifle Brigade) werden onderscheiden met de Military Medal (MM).